# قائمة أعضاء مجلس النواب العراقي - الدورة الحادية عشر
هذه قائمة أعضاء مجلس النواب العراقي - الدورة الحادية عشر، اختير الأعضاء من خلال انتخابات (46-47) التي جرت بين يومي 21 تشرين الثاني 1946 و10 آذار 1947، وفي هذه الانتخابات اختير 138 نائبا.

## لواء أربيل
| التسلسل | الاسم                                      | الملاحظات                  |
| ------- | ------------------------------------------ | -------------------------- |
| 1       | عز الدين الملا                             | -                          |
| 2       | خضر أحمد أغا                               | نائب في الدورة الماضية     |
| 3       | محمد النقيب نائب لواء أربيل في العراق ١٩٤٧ |                            |
| 4       | محمد زياد                                  | -                          |
| 5       | يحيى عبد الله                              | -                          |
| 6       | صديق ميران                                 | نائب في الدورتين الماضيتين |
| 7       | فتاح هركي                                  | -                          |
| 8       | صديق مظهر                                  | -                          |

## لواء البصرة
| التسلسل | الاسم                  | الملاحظات                       |
| ------- | ---------------------- | ------------------------------- |
| 1       | جعفر البدر             | -                               |
| 2       | عبد الجبار الملاك      | -                               |
| 3       | عبود الملاك            | نائب في الدورات الثلاثة الماضية |
| 4       | عامر الكامل            | -                               |
| 5       | يعقوب بطاط             | -                               |
| 6       | محمد سعيد العبد الواحد | كان نائبا في الدورة الماضية     |
| 7       | عبد النبي مير معلم     | -                               |
| 8       | حميد الحمود            | نائب في الدورتين الماضيتين      |
| 9       | مصطفى الطه السلمان     | نائب في الدورتين الماضيتين      |
| 10      | نجم طالب النقيب        | -                               |
| 11      | عبد السلام باش أعيان   | -                               |
| 12      | عبد الهادي البجاري     | -                               |
| 13      | كامل عبد الأحد         | -                               |

## لواء بغداد
| التسلسل | الاسم                           | الملاحظات                           |
| ------- | ------------------------------- | ----------------------------------- |
| 1       | حسين العلوان                    | -                                   |
| 2       | عبد الرحمن زيور العمري          | -                                   |
| 3       | نصرت الفارسي                    | نائب في الدورة الماضية              |
| 4       | عبد الهادي الجلبي               | نائب في الدورتين الماضيتين          |
| 5       | عبد الرزاق الشيخلي              | -                                   |
| 6       | ديبان الغبان                    | -                                   |
| 7       | ضياء جعفر                       | -                                   |
| 8       | شاكر الوادي                     | -                                   |
| 9       | عبد العزيز القصاب               | انتخب رئيسا لمجلس النواب            |
| 10      | جعفر حمندي                      | نائب في الدورة الماضية عن الحلة     |
| 11      | محمد حسن عبد القادر كبة         | نائب سابق عن العمارة                |
| 12      | محمد رضا الشبيبي                | نائب في الدورة الماضية عن العمارة   |
| 13      | بهاء الدين الشيخ سعيد النقشبندي | نائب في الدورتين الماضيتين عن ديالى |
| 14      | جميل عبد الوهاب                 | نائب في الدورتين الماضيتين عن ديالى |
| 15      | علي دليمي                       | -                                   |
| 16      | غازي العلي                      | -                                   |
| 17      | جاسم مخلص                       | -                                   |
| 18      | حسين جميل                       | استقال حل محله عبد العزيز جميل      |
| 19      | فريد سمرة                       | -                                   |
| 20      | سلمان شينة                      |                                     |
| 21      | عزت الشيخ                       | -                                   |
| 21      | إبراهيم حييم                    | نائب في الدورات السبعة الماضية      |
| 22      | طلال جورجي                      | -                                   |

## لواء الحلة
| التسلسل | الاسم                                | الملاحظات                                                                    |
| ------- | ------------------------------------ | ---------------------------------------------------------------------------- |
| 1       | سلمان البراك                         | كان نائبا في جميع الدورات الستة الأولى وكان نائبا في الدورات الثلاثة الماضية |
| 2       | عبد المحسن الجريان                   | -                                                                            |
| 3       | دوهان الحسن                          | نائب في الدورة الماضية                                                       |
| 4       | غضبان فارس الجريان                   | نائب في الدورة الماضية                                                       |
| 5       | جعفر محمد علي القزويني               | نائب في الدورة الماضية                                                       |
| 6       | عبد الوهاب مرجان                     | -                                                                            |
| 7       | موسى علوان الحاج سعدون               | -                                                                            |
| 8       | عبد الهادي صالح مهدي                 | -                                                                            |
| 9       | أحمد زكي الخياط                      | -                                                                            |
| 10      | عبد المنعم رشيد علي خلف عويد الجنابي | -                                                                            |

## لواء الدليم
| التسلسل | الاسم                   | الملاحظات                            |
| ------- | ----------------------- | ------------------------------------ |
| 1       | عبد الرزاق علي السليمان | كان نائبا في الدورات الثالثة الماضية |
| 2       | مشحن الحردان            | نائب في الدورات الخمسة الماضية       |
| 3       | خليل كنة                | -                                    |
| 4       | نجيب الراوي             | نائب في الدورة الماضية               |
| 5       | حامد الوادي             | -                                    |

## لواء ديالى
| التسلسل | الاسم            | الملاحظات                            |
| ------- | ---------------- | ------------------------------------ |
| 1       | حبيب الخيزران    | نائب في الدورة الماضية               |
| 2       | صلاح بابان       | -                                    |
| 3       | شاكر القره غولي  | نائب في الدورة الماضية               |
| 4       | سلمان الشيخ داود | -                                    |
| 5       | جميل الأورفلي    | -                                    |
| 6       | عز الدين النقيب  | كان نائبا في الدورات الثالثة الماضية |

## لواء الديوانية
| التسلسل | الاسم                | الملاحظات                       |
| ------- | -------------------- | ------------------------------- |
| 1       | فاضل الجمالي         | -                               |
| 2       | صالح المرسول         | -                               |
| 3       | خوام العبد العباس    | كان نائبا في الدورة الماضية     |
| 4       | عزارة آل معجون       | -                               |
| 5       | كامل غثيث            | -                               |
| 6       | عبد المهدي السيد نور | -                               |
| 7       | عبد العباس المزهر    | كان نائبا في الدورة الماضية     |
| 8       | عبد الأمير الشعلان   | كان نائبا في الدورة الماضية     |
| 9       | زيدان الصكب          |                                 |
| 10      | أركان عبادي          | -                               |
| 11      | جعفر مكوطر           | -                               |
| 12      | شعلان الظاهر         | كان نائبا في الدورتين الماضيتين |
| 13      | عبد الكاظم مرزوق     | -                               |

## لواء السليمانية
| التسلسل | الاسم                | الملاحظات                                                              |
| ------- | -------------------- | ---------------------------------------------------------------------- |
| 1       | جمال رشيد بابان      | صار عينا حل محله توفيق وهبي الذي كان نائبا في الدورة الماضية عن الموصل |
| 2       | بهاء الدين نوري      |                                                                        |
| 3       | أنور الجاف           | -                                                                      |
| 4       | بابا علي الشيخ محمود | -                                                                      |
| 5       | سليم محمد            | -                                                                      |
| 6       | عبد الحميد الجاف     | -                                                                      |

## لواء العمارة
| التسلسل | الاسم                   | الملاحظات                       |
| ------- | ----------------------- | ------------------------------- |
| 1       | مجيد الخليفة            | -                               |
| 2       | عبد المجيد عباس الحيدري | -                               |
| 3       | عباس مظفر               | -                               |
| 4       | شبيب المزبان            | نائب في الدورات الثلاثة الماضية |
| 5       | كمال السنوي             | -                               |
| 6       | نوري حسين الخلف         | -                               |
| 7       | فرحان علي العرس         | -                               |
| 8       | عبد الكريم الشواي       | -                               |

## لواء كربلاء
| التسلسل | الاسم            | الملاحظات                       |
| ------- | ---------------- | ------------------------------- |
| 1       | حسين الده ده     | -                               |
| 2       | سعد عمر          | -                               |
| 3       | السيد كاظم سلمان | -                               |
| 4       | عبد الرزاق شمسه  | توفي حل محله محمد مهدي الجواهري |

## لواء كركوك
| التسلسل | الاسم            | الملاحظات                  |
| ------- | ---------------- | -------------------------- |
| 1       | دارا بك          | نائب في الدورتين الماضيتين |
| 2       | صالح نعمان       | -                          |
| 3       | فاضل الطالباني   | -                          |
| 4       | أمين قيردار      | -                          |
| 5       | سليمان فتاح      | نائب في الدورة الماضية     |
| 6       | داود الجاف       | نائب في الدورتين الماضيتين |
| 7       | كامل اليعقوبي    | -                          |
| 8       | أمين رشيد هماوند | -                          |

## لواء الكوت
| التسلسل | الاسم            | الملاحظات                                                               |
| ------- | ---------------- | ----------------------------------------------------------------------- |
| 1       | أحمد حالت        | نائب في جميع الدورات الستة الأولى وكذلك نائب في الدورات الثلاثة الماضية |
| 2       | طارق العسكري     | نائب في الدورة الماضية                                                  |
| 3       | جواد جعفر        | -                                                                       |
| 4       | عبد الله الياسين | نائب في الدورة الماضية                                                  |
| 5       | مزهر السمرمد     | -                                                                       |

## لواء المنتفق
| التسلسل | الاسم            | الملاحظات                       |
| ------- | ---------------- | ------------------------------- |
| 1       | منشد الحبيب      | نائب في الدورة الماضية          |
| 2       | طالب محمد علي    | نائب في الدورات الثلاثة الماضية |
| 3       | ريسان الكاصد     | نائب في الدورة الماضية          |
| 4       | صكبان العلي      | نائب في الدورتين الماضيتين      |
| 5       | عبد الغني حمادي  | -                               |
| 6       | إبراهيم اليوسف   | -                               |
| 7       | ثامر السعدون     | نائب في الدورتين الماضيتين      |
| 8       | زامل المناع      | نائب في الدورتين الماضيتين      |
| 9       | موحان الخير الله | نائب في الدورتين الماضيتين      |
| 10      | سلمان شريف       | نائب في الدورة الماضية          |
| 11      | رفيق عيسى        | -                               |
| 12      | جواد حيدر        | -                               |

## لواء الموصل
| التسلسل | الاسم                   | الملاحظات                                                          |
| ------- | ----------------------- | ------------------------------------------------------------------ |
| 1       | جمال المفتي             | -                                                                  |
| 2       | عبد الله سليمان البياتي | نائب في الدورة الماضية توفي في 23 حزيران 1947 حل محله توفيق النائب |
| 3       | عبد الإله حافظ          | نائب في الدورة الماضية                                             |
| 4       | فريد الجادر             | نائب في الدورتين الماضيتين                                         |
| 5       | مجبل الوكاع             | -                                                                  |
| 6       | سعيد الدوسكي            | توفي حل محله ديوالي سعيد الدوسكي                                   |
| 7       | إبراهيم ناحوم           | نائب في الدورات الثلاثة الماضية                                    |
| 8       | أحمد الجليلي            | نائب في الدورات الثلاثة الماضية                                    |
| 9       | حازم شمدين أغا          | -                                                                  |
| 10      | محمود الزيباري          | -                                                                  |
| 11      | مطو خلف                 | -                                                                  |
| 12      | محمد رشيد               | -                                                                  |
| 13      | مصلح النقشبندي          | -                                                                  |
| 14      | عبد الأحد عبد النور     |                                                                    |
| 15      | محمد يونس               | -                                                                  |
| 16      | سالم نامق               | نائب في الدورة الماضية                                             |
| 17      | متي سرسم                | -                                                                  |
| 18      | نجيب الصائغ             | -                                                                  |
| 19      | عبد الله الدملوجي       | -                                                                  |